# Phạm Ngũ Lão, Quận 1
Phạm Ngũ Lão là một phường cũ thuộc Quận 1, Thành phố Hồ Chí Minh, Việt Nam.

## Địa lý
Phường Phạm Ngũ Lão nằm ở phía tây nam Quận 1, có vị trí địa lý:
- Phía đông giáp các phường Nguyễn Thái Bình và Cầu Ông Lãnh
- Phía tây giáp phường 5, quận 3
- Phía nam giáp các phường Nguyễn Cư Trinh và Cô Giang
- Phía bắc giáp phường Bến Thành.

Phường có diện tích 0,5 km², dân số năm 2021 là 15.017 người, mật độ dân số đạt 30.034 người/km².

## Hành chính
Phường được chia thành 9 khu phố, được đặt tên theo số thứ tự từ 1 đến 9.

## Lịch sử
Phường Phạm Ngũ Lão được thành lập vào ngày 28 tháng 12 năm 1988 trên cơ sở sáp nhập Phường 13 và Phường 17 cũ.
Ngày 16 tháng 6 năm 2025, Ủy ban Thường vụ Quốc hội ban hành Nghị quyết số 1685/NQ-UBTVQH15 của UBTVQH về việc sắp xếp các đơn vị hành chính cấp xã của Thành phố Hồ Chí Minh năm 2025. Theo đó, toàn bộ diện tích tự nhiên và quy mô dân số của phường Phạm Ngũ Lão (cùng với một phần diện tích tự nhiên, quy mô dân số của phường Cầu Ông Lãnh và phường Nguyễn Thái Bình) được nhập vào phường Bến Thành để hình thành phường Bến Thành (mới).

## Tên gọi
Phạm Ngũ Lão (1255–1320) là một danh tướng tài năng kiệt xuất, lập được nhiều chiến công.
Từ nhỏ, ông đã có chí khí khác thường, không ham danh lợi mà chỉ mong lập công cho non sông. Ông là một trong những danh tướng nhà Trần, nổi tiếng với những chiến công chống lại quân xâm lược Mông – Nguyên vào thế kỷ 13. Ông xuất thân là một nông dân, nhưng đã được Hưng Đạo Vương Trần Quốc Tuấn phát hiện và đào tạo, trở thành một vị tướng văn võ song toàn, có tài chỉ huy và dũng mãnh chiến đấu. Ông cũng là một nhà thơ có tài, để lại nhiều bài thơ ca ngợi quê hương, tự do và anh hùng.